# William Feilding (7e comte de Denbigh)
William Basil Percy Feilding (25 mars 1796 – 25 juin 1865), 7e comte de Denbigh (en), 6e comte de Desmond, est un homme politique britannique.

## Biographie
Fils du général William Feilding (1760-1799), il succède à son grand-père Basil Feilding (6e comte de Denbigh) à la Chambre des lords en 1800.